# Mistrzostwa Cypru kategorii A w piłce siatkowej mężczyzn (2023/2024)
Mistrzostwa Cypru kategorii A w piłce siatkowej mężczyzn 2023/2024 (oficjalna nazwa ze względów sponsorskich: Πρωτάθλημα ΟΠΑΠ Α΄Κατηγορίας ανδρών "Μιχάλης Κρασιάς" 2023/2024, Protatlima OPAP A΄katigorias andron "Michalis Krasias" 2023/2024) – 74. sezon rozgrywek o mistrzostwo Cypru w piłce siatkowej (47. sezon zorganizowany przez Cypryjski Związek Piłki Siatkowej). Zainaugurowany został 20 października 2023 roku i trwał do 1 marca 2024 roku.
W mistrzostwach Cypru kategorii A uczestniczyło 7 drużyn. Do rozgrywek z kategorii B dołączył klub AE Karawa Lambusa. Kluby Anagennisi Derinia i Enosis Neon Paralimni zgłosiły jeden zespół pod nazwą Enosis Anagennisi Derinia.
Rozgrywki składały się z fazy zasadniczej, fazy play-off oraz meczów o miejsca 5-7. W fazie zasadniczej drużyny rozegrały ze sobą po dwa spotkania. Faza play-off obejmowała półfinały, mecz o 3. miejsce oraz finały.
Po raz ósmy mistrzem Cypru została Omonia Nikozja, która w finałach fazy play-off pokonała Kuutio Homes Pafiakos Pafos. Trzecie miejsce zajęła Nea Salamina Famagusta.
Sponsorem tytularnym mistrzostw Cypru było przedsiębiorstwo prowadzące gry losowe OPAP. Rozgrywki poświęcone były pamięci prezesa Cypryjskiego Związku Piłki Siatkowej Michalisa Krasiasa, który zmarł w czerwcu 2023 roku.

## System rozgrywek
Mistrzostwa Cypru kategorii A w sezonie 2023/2024 składały się z fazy zasadniczej, fazy play-off oraz meczów o miejsca 5-7.

### Faza zasadnicza
W fazie zasadniczej uczestniczyło 7 drużyn. Rozegrały one ze sobą po dwa spotkania systemem kołowym (mecz u siebie i rewanż na wyjeździe). Cztery najlepsze zespoły awansowały do fazy play-off, pozostałe natomiast grały o miejsca 5-7.

### Faza play-off
Faza play-off składała się z półfinałów, meczu o 3. miejsce i finałów. Pary półfinałowe powstały na podstawie miejsc zajętych przez poszczególne drużyny w fazie zasadniczej według klucza:
- para 1: 1 – 4;
- para 2: 2 – 3.

Rywalizacja w parach toczyła się do czterech zwycięstw, z tym że wliczane były mecze rozegrane w fazie zasadniczej między drużynami w danej parze. Jeżeli stan rywalizacji po fazie zasadniczej wynosił 1-1, wówczas gospodarzem trzeciego, piątego i siódmego spotkania był zespół, który zajął wyższe miejsce w fazie zasadniczej, natomiast czwartego i szóstego meczu – drużyna, która zajęła niższe miejsce w fazie zasadniczej. Jeżeli stan rywalizacji po fazie zasadniczej wynosił 2-0, wówczas gospodarzem trzeciego i szóstego spotkania był zespół, który miał gorszy bilans meczów w parze, natomiast czwartego, piątego i siódmego meczu – ten, który miał lepszy bilans w parze. Zwycięzcy w parach awansowali do finałów, przegrani natomiast rozegrali jeden mecz o 3. miejsce.
W finałach rywalizacja toczyła się na zasadach analogicznych co w półfinałach.

### Mecze o miejsca 5-7
Drużyny, które w fazie zasadniczej zajęły miejsca 5-7, rozegrały ze sobą po dwa mecze systemem kołowym (mecz u siebie i rewanż na wyjeździe).
Do tabeli wliczone zostały wszystkie mecze z fazy zasadniczej. Pozycja w tabeli po rozegraniu wszystkich spotkań decydowała o ostatecznym miejscu w klasyfikacji końcowej, tj. ta drużyna, która zajęła 1. miejsce w tabeli, zakończyła sezon na 5. miejscu itd. Zespół, który zakończył rozgrywki na 7. miejscu, trafił do baraży.

### Baraże
W barażach uczestniczyły dwie drużyny: ta, która zajęła 7. miejsce w kategorii A, oraz wicemistrz kategorii B. Zespoły rozegrały ze sobą dwumecz. O zwycięstwie w dwumeczu decydowała liczba zdobytych punktów. Za zwycięstwo 3:0 lub 3:1 drużyna otrzymywała 3 punkty, za zwycięstwo 3:2 – 2 punkty, za porażkę 2:3 – 1 punkt, natomiast za porażkę 1:3 lub 0:3 – 0 punktów. Jeżeli po rozegraniu dwumeczu obie drużyny miały taką samą liczbę punktów, rozgrywany był tzw. złoty set do 15 punktów z dwoma punktami przewagi jednej z drużyn. Zwycięzca baraży zapewnił sobie udział w kategorii A w sezonie 2024/2025.

## Drużyny uczestniczące
W Mistrzostwach Cypru kategorii A w sezonie 2023/2024 uczestniczyło 7 drużyn. Przed początkiem sezonu kluby Enosis Neon Paralimni i Anagennisi Derinia nawiązały współpracę, tworząc wspólny zespół pod nazwą Enosis Anagennisi Derinia. Do najwyższej klasy rozgrywkowej dołączył mistrz kategorii B w sezonie 2022/2023 – AE Karawa Lambusa.
| Mistrzostwa Cypru kategorii A 2023/2024                                               | Mistrzostwa Cypru kategorii A 2023/2024 |                  |
| ------------------------------------------------------------------------------------- | --------------------------------------- | ---------------- |
| Omonia Nikozja                                                                        | 1                                       | Puchar Challenge |
| APOEL Nikozja                                                                         | 2                                       |                  |
| Kuutio Homes Pafiakos Pafos                                                           | 3                                       |                  |
| Nea Salamina Famagusta                                                                | 4                                       |                  |
| Anorthosis Famagusta                                                                  | 5                                       |                  |
| Enosis Anagennisi Derinia                                                             | 6                                       |                  |
| Awans z kategorii B                                                                   |                                         |                  |
| AE Karawa Lambusa                                                                     | 1                                       |                  |
| Oznaczenia: - kolumna druga – miejsce zajęte przez daną drużynę w poprzednim sezonie. |                                         |                  |

### Awanse i spadki
| Poz. | Spadek z kategorii A 2022/2023 |
| ---- | ------------------------------ |
| 8.   | Olympias Frenaros              |

| Poz. | Awans z kategorii B 2022/2023 |
| ---- | ----------------------------- |
| 1.   | AE Karawa Lambusa             |

## Hale sportowe
| Drużyna                     | Hala sportowa                               | Miejscowość                        |
| --------------------------- | ------------------------------------------- | ---------------------------------- |
| AE Karawa Lambusa           | Centrum sportowe Spiros Kiprianu            | Limassol                           |
| Anorthosis Famagusta        | Centrum sportowe Temistoklio                | Kato Polemidia (dystrykt Limassol) |
| APOEL Nikozja               | Hala sportowa Lefkoteo                      | Engomi (dystrykt Nikozja)          |
| Enosis Anagennisi Derinia   | Hala sportowa Anagennisi                    | Derinia                            |
| Kuutio Homes Pafiakos Pafos | Centrum sportowe Afroditi                   | Pafos                              |
| Nea Salamina Famagusta      | Centrum sportowe Spiros Kiprianu            | Limassol                           |
| Omonia Nikozja              | Hala sportowa Tasos Papadopulos – Elefteria | Engomi (dystrykt Nikozja)          |
| Źródło:                     |                                             |                                    |

## Faza zasadnicza

### Tabela wyników
| Gospodarz \ Gość1           | OMO | APOEL | PAF | NSF | ANO | ANG | AEK |
| --------------------------- | --- | ----- | --- | --- | --- | --- | --- |
| Omonia Nikozja              | -   | 3:0   | 3:0 | 3:2 | 3:0 | 3:0 | 3:2 |
| APOEL                       | 0:3 | -     | 1:3 | 0:3 | 0:3 | 3:2 | 2:3 |
| Kuutio Homes Pafiakos Pafos | 1:3 | 3:1   | -   | 3:0 | 3:0 | 3:0 | 3:2 |
| Nea Salamina Famagusta      | 2:3 | 3:0   | 2:3 | -   | 0:3 | 2:3 | 3:2 |
| Anorthosis Famagusta        | 0:3 | 3:1   | 2:3 | 2:3 | -   | 3:0 | 3:0 |
| Enosis Anagennisi Derinia   | 2:3 | 3:1   | 0:3 | 1:3 | 1:3 | -   | 3:0 |
| AE Karawa Lambusa           | 1:3 | 3:0   | 1:3 | 1:3 | 0:3 | 0:3 | -   |

Źródło: 
1 Drużyna gospodarzy jest wymieniona po lewej stronie tabeli.
Kolory:
  zwycięstwo gospodarzy 3:0 lub 3:1
  zwycięstwo gospodarzy 3:2
  zwycięstwo gości 3:0 lub 3:1
  zwycięstwo gości 3:2

### Terminarz i wyniki spotkań
| Data                                                            | Godz. | Gospodarz                   | Rezultat                                | Gość                        | Widzów |
| --------------------------------------------------------------- | ----- | --------------------------- | --------------------------------------- | --------------------------- | ------ |
| 1. KOLEJKA                                                      |       |                             |                                         |                             |        |
| 23.10.2023                                                      | 20:00 | Nea Salamina Famagusta      | 0:3 (19:25, 14:25, 15:25)               | Anorthosis Famagusta        | 200    |
| 20.10.2023                                                      | 20:00 | APOEL Nikozja               | 1:3 (21:25, 28:30, 25:23, 23:25)        | Kuutio Homes Pafiakos Pafos | 67     |
| 20.10.2023                                                      | 20:00 | Enosis Anagennisi Derinia   | 3:0 (27:25, 25:20, 25:20)               | AE Karawa Lambusa           | 170    |
| 2. KOLEJKA                                                      |       |                             |                                         |                             |        |
| 27.10.2023                                                      | 20:00 | Anorthosis Famagusta        | 3:0 (25:14, 25:22, 25:11)               | AE Karawa Lambusa           | 100    |
| 30.10.2023                                                      | 20:00 | Omonia Nikozja              | 3:0 (25:21, 25:21, 25:15)               | Enosis Anagennisi Derinia   | 165    |
| 27.10.2023                                                      | 20:15 | Nea Salamina Famagusta      | 3:0 (25:22, 25:21, 25:19)               | APOEL Nikozja               | 50     |
| 3. KOLEJKA                                                      |       |                             |                                         |                             |        |
| 3.11.2023                                                       | 20:00 | APOEL Nikozja               | 0:3 (20:25, 13:25, 14:25)               | Anorthosis Famagusta        | 45     |
| 3.11.2023                                                       | 20:00 | Enosis Anagennisi Derinia   | 0:3 (22:25, 19:25, 21:25)               | Kuutio Homes Pafiakos Pafos | 120    |
| 3.11.2023                                                       | 20:15 | AE Karawa Lambusa           | 1:3 (18:25, 25:22, 19:25, 19:25)        | Omonia Nikozja              | bd.    |
| 4. KOLEJKA                                                      |       |                             |                                         |                             |        |
| 10.11.2023                                                      | 20:00 | Anorthosis Famagusta        | 0:3 (18:25, 24:26, 22:25)               | Omonia Nikozja              | 123    |
| 20.11.2023                                                      | 20:00 | Kuutio Homes Pafiakos Pafos | 3:2 (22:25, 20:25, 25:17, 29:27, 15:11) | AE Karawa Lambusa           | 150    |
| 10.11.2023                                                      | 20:15 | Nea Salamina Famagusta      | 2:3 (20:25, 25:22, 25:22, 25:27, 12:15) | Enosis Anagennisi Derinia   | 60     |
| 5. KOLEJKA                                                      |       |                             |                                         |                             |        |
| 17.11.2023                                                      | 20:00 | Enosis Anagennisi Derinia   | 3:1 (25:21, 22:25, 27:25, 25:17)        | APOEL Nikozja               | 184    |
| 17.11.2023                                                      | 20:15 | AE Karawa Lambusa           | 1:3 (20:25, 25:18, 23:25, 16:25)        | Nea Salamina Famagusta      | 40     |
| 17.11.2023                                                      | 20:00 | Omonia Nikozja              | 3:0 (25:15, 25:21, 25:22)               | Kuutio Homes Pafiakos Pafos | 370    |
| 6. KOLEJKA                                                      |       |                             |                                         |                             |        |
| 24.11.2023                                                      | 20:00 | Anorthosis Famagusta        | 2:3 (25:23, 25:22, 30:32, 20:25, 13:15) | Kuutio Homes Pafiakos Pafos | 105    |
| 24.11.2023                                                      | 20:15 | Nea Salamina Famagusta      | 2:3 (25:21, 19:25, 25:22, 16:25, 12:15) | Omonia Nikozja              | 100    |
| 24.11.2023                                                      | 20:00 | APOEL Nikozja               | 2:3 (25:17, 25:14, 24:26, 22:25, 13:15) | AE Karawa Lambusa           | 90     |
| 7. KOLEJKA                                                      |       |                             |                                         |                             |        |
| 1.12.2023                                                       | 20:00 | Enosis Anagennisi Derinia   | 1:3 (21:25, 23:25, 25:23, 22:25)        | Anorthosis Famagusta        | 180    |
| 4.12.2023                                                       | 20:00 | Omonia Nikozja              | 3:0 (25:18, 25:13, 25:18)               | APOEL Nikozja               | 240    |
| 1.12.2023                                                       | 20:00 | Kuutio Homes Pafiakos Pafos | 3:0 (26:24, 25:23, 25:14)               | Nea Salamina Famagusta      | bd.    |
| 8. KOLEJKA                                                      |       |                             |                                         |                             |        |
| 8.12.2023                                                       | 20:00 | Anorthosis Famagusta        | 2:3 (25:21, 25:18, 18:25, 20:25, 9:15)  | Nea Salamina Famagusta      | 100    |
| 8.12.2023                                                       | 20:00 | Kuutio Homes Pafiakos Pafos | 3:1 (25:18, 25:21, 21:25, 25:18)        | APOEL Nikozja               | 131    |
| 8.12.2023                                                       | 20:00 | AE Karawa Lambusa           | 0:3 (23:25, 16:25, 20:25)               | Enosis Anagennisi Derinia   | 25     |
| 9. KOLEJKA                                                      |       |                             |                                         |                             |        |
| 15.12.2023                                                      | 20:15 | AE Karawa Lambusa           | 0:3 (20:25, 20:25, 21:25)               | Anorthosis Famagusta        | 60     |
| 15.12.2023                                                      | 20:00 | Enosis Anagennisi Derinia   | 2:3 (25:21, 25:19, 20:25, 17:25, 13:15) | Omonia Nikozja              | 160    |
| 15.12.2023                                                      | 20:00 | APOEL Nikozja               | 0:3 (21:25, 21:25, 19:25)               | Nea Salamina Famagusta      | 30     |
| 10. KOLEJKA                                                     |       |                             |                                         |                             |        |
| 22.12.2023                                                      | 20:00 | Anorthosis Famagusta        | 3:1 (21:25, 25:14, 25:16, 25:13)        | APOEL Nikozja               | 51     |
| 22.12.2023                                                      | 20:00 | Kuutio Homes Pafiakos Pafos | 3:0 (25:23, 25:21, 25:20)               | Enosis Anagennisi Derinia   | 250    |
| 22.12.2023                                                      | 20:00 | Omonia Nikozja              | 3:2 (20:25, 25:22, 25:16, 23:25, 16:14) | AE Karawa Lambusa           | 80     |
| 11. KOLEJKA                                                     |       |                             |                                         |                             |        |
| 19.01.2024                                                      | 20:00 | Omonia Nikozja              | 3:0 (25:22, 25:14, 25:16)               | Anorthosis Famagusta        | 195    |
| 19.01.2024                                                      | 20:00 | AE Karawa Lambusa           | 1:3 (25:23, 18:25, 16:25, 16:25)        | Kuutio Homes Pafiakos Pafos | 27     |
| 19.01.2024                                                      | 20:00 | Enosis Anagennisi Derinia   | 1:3 (29:27, 21:25, 24:26, 21:25)        | Nea Salamina Famagusta      | 90     |
| 12. KOLEJKA                                                     |       |                             |                                         |                             |        |
| 22.01.2024                                                      | 20:00 | APOEL Nikozja               | 3:2 (19:25, 25:17, 25:22, 19:25, 17:15) | Enosis Anagennisi Derinia   | 25     |
| 29.01.2024                                                      | 20:00 | Nea Salamina Famagusta      | 3:2 (25:23, 22:25, 25:18, 14:25, 15:10) | AE Karawa Lambusa           | 40     |
| 22.01.2024                                                      | 20:00 | Kuutio Homes Pafiakos Pafos | 1:3 (19:25, 25:16, 23:25, 18:25)        | Omonia Nikozja              | 350    |
| 13. KOLEJKA                                                     |       |                             |                                         |                             |        |
| 26.01.2024                                                      | 20:00 | Kuutio Homes Pafiakos Pafos | 3:0 (25:20, 25:22, 25:17)               | Anorthosis Famagusta        | 75     |
| 26.01.2024                                                      | 20:00 | Omonia Nikozja              | 3:2 (21:25, 25:18, 26:28, 25:21, 15:9)  | Nea Salamina Famagusta      | 140    |
| 26.01.2024                                                      | 20:15 | AE Karawa Lambusa           | 3:0 (25:20, 25:20, 25:20)               | APOEL Nikozja               | 36     |
| 14. KOLEJKA                                                     |       |                             |                                         |                             |        |
| 2.02.2024                                                       | 20:00 | Anorthosis Famagusta        | 3:0 (25:20, 25:20, 25:15)               | Enosis Anagennisi Derinia   | 30     |
| 2.02.2024                                                       | 20:00 | APOEL Nikozja               | 0:3 (20:25, 21:25, 23:25)               | Omonia Nikozja              | 35     |
| 2.02.2024                                                       | 20:00 | Nea Salamina Famagusta      | 2:3 (22:25, 18:25, 25:18, 25:12, 10:15) | Kuutio Homes Pafiakos Pafos | 50     |
| Wszystkie godziny według czasu lokalnego (UTC+2/UTC+3). Źródło: |       |                             |                                         |                             |        |

### Tabela
| Lp.                                        | Drużyna                     | Pkt | Mecze | Mecze | Mecze | Rodzaj wyniku | Rodzaj wyniku | Rodzaj wyniku | Rodzaj wyniku | Rodzaj wyniku | Rodzaj wyniku | Sety | Sety | Sety | Małe punkty | Małe punkty | Małe punkty |
| Lp.                                        | Drużyna                     | Pkt | M     | W     | P     | 3:0           | 3:1           | 3:2           | 2:3           | 1:3           | 0:3           | wyg. | prz. | +/–  | zdob.       | str.        | +/–         |
| ------------------------------------------ | --------------------------- | --- | ----- | ----- | ----- | ------------- | ------------- | ------------- | ------------- | ------------- | ------------- | ---- | ---- | ---- | ----------- | ----------- | ----------- |
| 1                                          | Omonia Nikozja              | 32  | 12    | 12    | 0     | 6             | 2             | 4             | 0             | 0             | 0             | 36   | 10   | +26  | 1073        | 910         | +163        |
| 2                                          | Kuutio Homes Pafiakos Pafos | 27  | 12    | 10    | 2     | 4             | 3             | 3             | 0             | 1             | 1             | 31   | 15   | +16  | 1064        | 984         | +80         |
| 3                                          | Anorthosis Famagusta        | 23  | 12    | 7     | 5     | 5             | 2             | 0             | 2             | 0             | 3             | 25   | 17   | +8   | 954         | 864         | +90         |
| 4                                          | Nea Salamina Famagusta      | 20  | 12    | 6     | 6     | 2             | 2             | 2             | 4             | 0             | 2             | 26   | 24   | +2   | 1065        | 1077        | −12         |
| 5                                          | Enosis Anagennisi Derinia   | 13  | 12    | 4     | 8     | 2             | 1             | 1             | 2             | 2             | 4             | 18   | 27   | −9   | 990         | 1030        | −40         |
| 6                                          | AE Karawa Lambusa           | 8   | 12    | 2     | 10    | 1             | 0             | 1             | 3             | 3             | 4             | 15   | 32   | −17  | 952         | 1080        | −128        |
| 7                                          | APOEL                       | 3   | 12    | 1     | 11    | 0             | 0             | 1             | 1             | 4             | 6             | 9    | 35   | −26  | 892         | 1045        | −153        |
| Legenda: faza play-off mecze o miejsca 5-7 |                             |     |       |       |       |               |               |               |               |               |               |      |      |      |             |             |             |

Źródło: 
Punktacja: 3:0 i 3:1 – 3 pkt; 3:2 – 2 pkt; 2:3 – 1 pkt; 1:3 i 0:3 – 0 pkt
Zasady ustalania kolejności: 1. liczba zdobytych punktów; 2. liczba wygranych meczów; 3. różnica między setami wygranymi a przegranymi; 4. stosunek setów wygranych do przegranych; 5. różnica między małymi punktami zdobytymi a straconymi; 6. stosunek małych punktów zdobytych do straconych

## Faza play-off
Wszystkie godziny według czasu lokalnego (UTC+2).

### Drabinka
|  |           |                             |                        |                             |                        |                        |                        |                        |           |                |     |        |        |        |        |        |        |        |        |        |
|  | Półfinały | Półfinały                   | Półfinały              | Półfinały                   | Półfinały              | Półfinały              | Półfinały              | Półfinały              | Półfinały |                |     | Finały | Finały | Finały | Finały | Finały | Finały | Finały | Finały | Finały |
|  | Półfinały | Półfinały                   | Półfinały              | Półfinały                   | Półfinały              | Półfinały              | Półfinały              | Półfinały              | Półfinały |                |     | Finały | Finały | Finały | Finały | Finały | Finały | Finały | Finały | Finały |
|  |           |                             |                        |                             |                        |                        |                        |                        |           |                |     |        |        |        |        |        |        |        |        |        |
|  |           |                             |                        |                             |                        |                        |                        |                        |           |                |     |        |        |        |        |        |        |        |        |        |
|  | 1         | Omonia Nikozja              | (3)                    | (3)                         | 3                      | 3                      |                        |                        |           |                |     |        |        |        |        |        |        |        |        |        |
|  | 1         | Omonia Nikozja              | (3)                    | (3)                         | 3                      | 3                      |                        |                        |           |                |     |        |        |        |        |        |        |        |        |        |
|  | 4         | Nea Salamina Famagusta      | (2)                    | (2)                         | 0                      | 1                      |                        |                        |           |                |     |        |        |        |        |        |        |        |        |        |
|  | 4         | Nea Salamina Famagusta      | (2)                    | (2)                         | 0                      | 1                      |                        |                        | 1         | Omonia Nikozja | (3) | (3)    | 3      | 3      |        |        |        |        |        |        |
|  |           |                             |                        |                             |                        |                        |                        |                        |           | Omonia Nikozja | (3) | (3)    | 3      | 3      |        |        |        |        |        |        |
|  |           |                             | 2                      | Kuutio Homes Pafiakos Pafos | (0)                    | (1)                    | 1                      | 0                      |           |                |     |        |        |        |        |        |        |        |        |        |
|  | 2         | Kuutio Homes Pafiakos Pafos | 2                      | Kuutio Homes Pafiakos Pafos | (0)                    | (1)                    | 1                      | 0                      | (3)       | (3)            | 3   | 2      | 3      |        |        |        |        |        |        |        |
|  | 2         | Kuutio Homes Pafiakos Pafos |                        |                             |                        |                        |                        |                        |           |                |     |        |        |        |        |        |        |        |        |        |
|  | 3         | Anorthosis Famagusta        | (2)                    | (0)                         | 0                      | 3                      | 0                      |                        |           |                |     |        |        |        |        |        |        |        |        |        |
|  | 3         | Anorthosis Famagusta        | (2)                    | (0)                         | 0                      | 3                      | 0                      | Mecz o 3. miejsce      |           |                |     |        |        |        |        |        |        |        |        |        |
|  |           |                             |                        |                             |                        |                        |                        |                        |           |                |     |        |        |        |        |        |        |        |        |        |
|  |           |                             |                        |                             |                        |                        |                        |                        |           |                |     |        |        |        |        |        |        |        |        |        |
|  |           |                             |                        |                             |                        |                        |                        |                        |           |                |     |        |        |        |        |        |        |        |        |        |
|  | 3         | Anorthosis Famagusta        | Anorthosis Famagusta   | Anorthosis Famagusta        | Anorthosis Famagusta   | Anorthosis Famagusta   | Anorthosis Famagusta   | Anorthosis Famagusta   | 2         |                |     |        |        |        |        |        |        |        |        |        |
|  | 3         | Anorthosis Famagusta        | Anorthosis Famagusta   | Anorthosis Famagusta        | Anorthosis Famagusta   | Anorthosis Famagusta   | Anorthosis Famagusta   | Anorthosis Famagusta   | 2         |                |     |        |        |        |        |        |        |        |        |        |
|  | 4         | Nea Salamina Famagusta      | Nea Salamina Famagusta | Nea Salamina Famagusta      | Nea Salamina Famagusta | Nea Salamina Famagusta | Nea Salamina Famagusta | Nea Salamina Famagusta | 3         |                |     |        |        |        |        |        |        |        |        |        |
|  | 4         | Nea Salamina Famagusta      | Nea Salamina Famagusta | Nea Salamina Famagusta      | Nea Salamina Famagusta | Nea Salamina Famagusta | Nea Salamina Famagusta | Nea Salamina Famagusta | 3         |                |     |        |        |        |        |        |        |        |        |        |

Uwaga: W nawiasach podane zostały wyniki meczów rozegranych w fazie zasadniczej.

### Półfinały
Format: do czterech zwycięstw, wliczając mecze z fazy zasadniczej
| Data                            | Godz.                           | Gospodarz                       | Rezultat                                | Gość                        | Widzów                     |
| ------------------------------- | ------------------------------- | ------------------------------- | --------------------------------------- | --------------------------- | -------------------------- |
| Omonia Nikozja (1)              | Omonia Nikozja (1)              | Omonia Nikozja (1)              | 4 – 0                                   | (4) Nea Salamina Famagusta  | (4) Nea Salamina Famagusta |
| 24.11.2023                      | 20:15                           | Nea Salamina Famagusta          | 2:3 (25:21, 19:25, 25:22, 16:25, 12:15) | Omonia Nikozja              | 100                        |
| 26.01.2024                      | 20:00                           | Omonia Nikozja                  | 3:2 (21:25, 25:18, 26:28, 25:21, 15:9)  | Nea Salamina Famagusta      | 140                        |
| 9.02.2024                       | 20:00                           | Omonia Nikozja                  | 3:0 (26:24, 25:20, 25:21)               | Nea Salamina Famagusta      | 82                         |
| 16.02.2024                      | 20:15                           | Nea Salamina Famagusta          | 1:3 (25:21, 19:25, 21:25, 17:25)        | Omonia Nikozja              | 85                         |
| Kuutio Homes Pafiakos Pafos (2) | Kuutio Homes Pafiakos Pafos (2) | Kuutio Homes Pafiakos Pafos (2) | 4 – 1                                   | (3) Anorthosis Famagusta    | (3) Anorthosis Famagusta   |
| 24.11.2023                      | 20:00                           | Anorthosis Famagusta            | 2:3 (25:23, 25:22, 30:32, 20:25, 13:15) | Kuutio Homes Pafiakos Pafos | 105                        |
| 26.01.2024                      | 20:00                           | Kuutio Homes Pafiakos Pafos     | 3:0 (25:20, 25:22, 25:17)               | Anorthosis Famagusta        | 75                         |
| 9.02.2024                       | 20:00                           | Kuutio Homes Pafiakos Pafos     | 3:0 (29:27, 25:20, 25:16)               | Anorthosis Famagusta        | 110                        |
| 16.02.2024                      | 20:00                           | Anorthosis Famagusta            | 3:2 (23:25, 20:25, 25:21, 25:19, 15:12) | Kuutio Homes Pafiakos Pafos | 55                         |
| 20.02.2024                      | 20:00                           | Kuutio Homes Pafiakos Pafos     | 3:1 (17:25, 25:19, 25:19, 25:17)        | Anorthosis Famagusta        | 230                        |

Źródło: 

### Mecz o 3. miejsce
Format: jeden mecz
| Data       | Godz. | Gospodarz            | Rezultat                                | Gość                   | Widzów |
| ---------- | ----- | -------------------- | --------------------------------------- | ---------------------- | ------ |
| 24.11.2023 | 20:15 | Anorthosis Famagusta | 2:3 (25:22, 22:25, 12:25, 25:17, 16:18) | Nea Salamina Famagusta | 70     |

Źródło: 

### Finały
Format: do czterech zwycięstw, wliczając mecze z fazy zasadniczej
| Data               | Godz.              | Gospodarz                   | Rezultat                         | Gość                            | Widzów                          |
| ------------------ | ------------------ | --------------------------- | -------------------------------- | ------------------------------- | ------------------------------- |
| Omonia Nikozja (1) | Omonia Nikozja (1) | Omonia Nikozja (1)          | 4 – 0                            | (2) Kuutio Homes Pafiakos Pafos | (2) Kuutio Homes Pafiakos Pafos |
| 17.11.2023         | 20:00              | Omonia Nikozja              | 3:0 (25:15, 25:21, 25:22)        | Kuutio Homes Pafiakos Pafos     | 370                             |
| 22.01.2024         | 20:00              | Kuutio Homes Pafiakos Pafos | 1:3 (19:25, 25:16, 23:25, 18:25) | Omonia Nikozja                  | 350                             |
| 24.02.2024         | 20:00              | Omonia Nikozja              | 3:1 (25:22, 29:27, 23:25, 25:14) | Kuutio Homes Pafiakos Pafos     | 300                             |
| 1.03.2024          | 20:00              | Kuutio Homes Pafiakos Pafos | 0:3 (23:25, 25:27, 18:25)        | Omonia Nikozja                  | 450                             |

Źródło: 

## Mecze o miejsca 5-7

### Tabela wyników
| Gospodarz \ Gość1         | ANG | AEK | APOEL |
| ------------------------- | --- | --- | ----- |
| Enosis Anagennisi Derinia | -   | 3:2 | 3:2   |
| AE Karawa Lambusa         | 3:1 | -   | 3:2   |
| APOEL                     | 0:3 | 3:1 | -     |

Źródło: 
1 Drużyna gospodarzy jest wymieniona po lewej stronie tabeli.
Kolory:
  zwycięstwo gospodarzy 3:0 lub 3:1
  zwycięstwo gospodarzy 3:2
  zwycięstwo gości 3:0 lub 3:1
  zwycięstwo gości 3:2

### Terminarz i wyniki spotkań
| Data                                                      | Godz. | Gospodarz                 | Rezultat                                | Gość                      | Widzów |
| --------------------------------------------------------- | ----- | ------------------------- | --------------------------------------- | ------------------------- | ------ |
| I RUNDA                                                   |       |                           |                                         |                           |        |
| 9.02.2024                                                 | 20:15 | AE Karawa Lambusa         | 3:2 (25:23, 22:25, 19:25, 27:25, 15:7)  | APOEL Nikozja             | 25     |
| 12.02.2024                                                | 20:00 | Enosis Anagennisi Derinia | 3:2 (21:25, 25:22, 25:19, 18:25, 15:11) | AE Karawa Lambusa         | 50     |
| 16.02.2024                                                | 20:00 | APOEL Nikozja             | 0:3 (15:25, 22:25, 17:25)               | Enosis Anagennisi Derinia | 20     |
| II RUNDA                                                  |       |                           |                                         |                           |        |
| 19.02.2024                                                | 20:00 | APOEL Nikozja             | 3:1 (20:25, 25:22, 25:12, 25:16)        | AE Karawa Lambusa         | 20     |
| 23.02.2024                                                | 20:00 | AE Karawa Lambusa         | 3:1 (25:18, 23:25, 25:20, 25:20)        | Enosis Anagennisi Derinia | 25     |
| 26.02.2024                                                | 20:00 | Enosis Anagennisi Derinia | 3:2 (25:20, 14:25, 25:20, 22:25, 15:9)  | APOEL Nikozja             | 40     |
| Wszystkie godziny według czasu lokalnego (UTC+2). Źródło: |       |                           |                                         |                           |        |

### Tabela
| Lp.             | Drużyna                   | Pkt | Mecze | Mecze | Mecze | Rodzaj wyniku | Rodzaj wyniku | Rodzaj wyniku | Rodzaj wyniku | Rodzaj wyniku | Rodzaj wyniku | Sety | Sety | Sety | Małe punkty | Małe punkty | Małe punkty |
| Lp.             | Drużyna                   | Pkt | M     | W     | P     | 3:0           | 3:1           | 3:2           | 2:3           | 1:3           | 0:3           | wyg. | prz. | +/–  | zdob.       | str.        | +/–         |
| --------------- | ------------------------- | --- | ----- | ----- | ----- | ------------- | ------------- | ------------- | ------------- | ------------- | ------------- | ---- | ---- | ---- | ----------- | ----------- | ----------- |
| 1               | Enosis Anagennisi Derinia | 20  | 16    | 7     | 9     | 3             | 1             | 3             | 2             | 3             | 4             | 28   | 34   | −6   | 1353        | 1383        | −30         |
| 2               | AE Karawa Lambusa         | 14  | 16    | 4     | 12    | 1             | 1             | 2             | 4             | 4             | 4             | 24   | 41   | −17  | 1335        | 1467        | −132        |
| 3               | APOEL                     | 8   | 16    | 2     | 14    | 0             | 1             | 1             | 3             | 4             | 7             | 16   | 45   | −29  | 1245        | 1404        | −159        |
| Legenda: baraże |                           |     |       |       |       |               |               |               |               |               |               |      |      |      |             |             |             |

Źródło: 
Punktacja: 3:0 i 3:1 – 3 pkt; 3:2 – 2 pkt; 2:3 – 1 pkt; 1:3 i 0:3 – 0 pkt
Zasady ustalania kolejności: 1. liczba zdobytych punktów; 2. liczba wygranych meczów; 3. różnica między setami wygranymi a przegranymi; 4. stosunek setów wygranych do przegranych; 5. różnica między małymi punktami zdobytymi a straconymi; 6. stosunek małych punktów zdobytych do straconych

## Klasyfikacja końcowa
| Poz. | Drużyna                     |
| ---- | --------------------------- |
| 1.   | Omonia Nikozja              |
| 2.   | Kuutio Homes Pafiakos Pafos |
| 3.   | Nea Salamina Famagusta      |
| 4.   | Anorthosis Famagusta        |
| 5.   | Enosis Anagennisi Derinia   |
| 6.   | AE Karawa Lambusa           |
| 7.   | APOEL Nikozja               |

     baraże

## Baraże
Format: dwumecz
Miejsce: Lykeio Polemidion, Kato Polemidia (1.03.2024); hala sportowa Lefkoteo, Engomi (8.03.2024)
Wszystkie godziny według czasu lokalnego (UTC+2)
| Data          | Godz.         | Gospodarz          | Rezultat                         | Gość               | Widzów             |
| ------------- | ------------- | ------------------ | -------------------------------- | ------------------ | ------------------ |
| APOEL Nikozja | APOEL Nikozja | APOEL Nikozja      | 6 – 0                            | Lemesos Volleyball | Lemesos Volleyball |
| 1.03.2024     | 20:00         | Lemesos Volleyball | 1:3 (20:25, 26:24, 22:25, 25:27) | APOEL Nikozja      | 100                |
| 8.03.2024     | 20:00         | APOEL Nikozja      | 3:0 (25:15, 25:16, 25:18)        | Lemesos Volleyball | 48                 |

Źródło: 